# Peter Demianovich Ouspensky
Peter Demianovich Ouspensky (Пётр Демья́нович Успе́нский; Moscú, 4 de marzo de 1878–Surrey, 2 de octubre de 1947) fue un exoterista y escritor ruso. Autor de varios libros de temática espiritual y filosofía exotérica. También dio conferencias y seminarios sobre las enseñanzas de George Gurdjieff, y sobre el cuarto camino, siendo uno de los principales difusores de este tipo de conocimientos en el ámbito occidental.

## Biografía
Ouspensky nació en Moscú en 1878. En 1908 viajó por Turquía, Grecia y Egipto, y cuando regresó a Rusia abandonó Moscú para establecerse en San Petersburgo, donde comenzó a dar conferencias públicas sobre sus viajes y su continua búsqueda de lo milagroso. Fue seguramente el más emblemático alumno de Gurdjieff, al cual conoció en Moscú, en la primavera de 1915. Sin embargo, a partir de 1918, la relación entre ambos fue menos intensa.
En 1920, debido a la Revolución rusa se vio obligado a refugiarse en Constantinopla, lugar en el que se reencontró con Gurdjieff y organizó un grupo de estudios. Posteriormente se radicó en Inglaterra, donde escribió sus trabajos más importantes e intervino en la creación del Instituto Gurdjieff. En 1924 tornó a trabajar independientemente de Gurdjieff, coincidiendo con la partida de este hacia América. La última vez que se vieron fue en París en 1930. Durante la Segunda Guerra Mundial se trasladó a EE. UU. En 1947 regresó a Inglaterra, falleciendo allí, en Surrey, el 2 de octubre de ese año.

"El trabajo de escuela era aburrido; yo era flojo; odiaba estudiar griego y la rutina en general de una escuela. Afortunadamente los niños tenían bastante libertad y a pesar de que vivía dentro de la escuela, podía leer todo lo que quería. A los trece años comenzaron a interesarme los sueños y como consecuencia también la psicología. A los dieciséis encontré a Nietzsche. En 1896, cuando tenía dieciocho años, comencé a viajar solo y al mismo tiempo empecé a escribir. En ese período era más bien anarquista. Desconfiaba particularmente de cualquier forma de ciencia académica y me prometí nunca pasar un examen u obtener un título universitario. Al mismo tiempo, trabajé intensamente en biología, matemáticas y psicología. Me interesaba enormemente la idea de la cuarta dimensión y por lo mismo estaba muy decepcionado acerca de cómo la 'ciencia' común trataba este tema".

## Obra escrita
Ouspensky ya era un conocido escritor antes de encontrarse con su maestro: en 1905 escribió su primera novela, La extraña vida de Iván Osokin, basada en la idea de la recurrencia eterna. En 1909 había publicado La cuarta dimensión, y en 1912 Tertium organum, en el que retomaba las conclusiones acerca de la cuarta dimensión, agregándole tanto la relación entre esta y la consciencia, así como ideas sobre otras disciplinas como la biología. Este libro quiso ser para él una continuación al Organon de Aristóteles y al Novum organum de Francis Bacon; de ahí su nombre: traduciéndolo, Tercer Órgano. 
- La extraña vida de Iván Osokin (1905)
- La cuarta dimensión (1909)
- Tertium organum (1912)
- Cartas desde Rusia (1919)
- Fragmentos de una enseñanza desconocida
- Psicología de la posible evolución del hombre
- El cuarto camino (conjunto de conferencias y apuntes tomados en la propia Escuela)
- Charlas con un diablo
- El simbolismo del tarot

Seguramente la obra por la que más se lo recuerda es Fragmentos de una enseñanza desconocida, en la que relata con pluma magistral, sencilla y envolvente, su proceso en el conocimiento de la Escuela del cuarto camino, así como de su maestro, hasta el momento en el que se distanció finalmente de este. Este libro se introduce en el ambiente de la escuela, al tiempo que ofrece una idea fundamental acerca de sus temas principales: la observación de sí, la Consciencia de Sí, las Octavas, la Ley de Tres, la Tabla de Hidrógenos, el Eneagrama del cuarto camino, etc.
Al comienzo de esta obra, Ouspensky explicita que había recorrido gran parte de Asia en busca de antiguas escuelas que pudieran iniciarlo en el saber oculto. Su viaje no tuvo éxito. Pero he aquí, que a su regreso a Rusia, en 1914, dos hechos se relacionaron 'casualmente': primero llamó su atención la reseña de una publicación periodística, acerca de un baile llamado La lucha de los magos. Poco después, un antiguo amigo le proponía conocer a un sujeto sumamente especial. Como supo después, ambas referencias estaban dedicadas al mismo hombre, el que se llamaba a sí mismo 'el maestro de baile', G.I. Gurdjieff. Según sus palabras: 
«Me di cuenta que había encontrado un sistema totalmente nuevo de pensamiento que superaba todo lo que había conocido hasta entonces. Este sistema arrojaba una nueva luz en la psicología y explicaba lo que antes no había podido entender de las ideas esotéricas».

## La relación con Gurdjieff
Ouspensky conoció a George Gurdjieff en Moscú en la primavera de 1915. Las ideas de Gurdjieff inmediatamente produjeron una fuerte impresión en Ouspensky. Se dedicó por completo a la enseñanza de Gurdjieff e hizo todo lo posible por promoverla en Rusia. Y sin embargo, la conexión personal entre él y Gurdjieff, a pesar de haber sido muy intensa y productiva, resultó ser de poca duración. A principios de 1918 Ouspensky comenzó a sentir la necesidad de la separación, lo cual sucedió ese mismo año. A pesar de que más tarde trabajaron juntos por breves periodos, en 1924 Ouspensky anunció que su trabajo a partir de ese momento continuaría independientemente del de Gurdjieff. La última vez que se vieron fue en París en 1930.
Ouspensky nos relata que Gurdjieff impartía un austero sistema para el desarrollo de la consciencia en el ser humano, conocido como el cuarto camino. Los otros tres caminos, eran incompletos y parciales: 
- el del faquir era el control absoluto de las pulsiones y límites corporales,
- el del monje la sublimación de la naturaleza emocional en misticismo, y
- el del yogui el control mental del que conoce el camino y cómo llevarlo a cabo.

Sin embargo, los tres requerían recluirse en soledad (vida monástica), y por otro lado eran incompletos, puesto que ninguno se ocupaba de los tres centros psíquicos del hombre al mismo tiempo: el centro motor, el centro emocional y el centro mental. Por otro lado eran incompatibles con la vida del occidental. 
El cuarto camino, pretendía por su parte integrar el autoconocimiento y la interiorización, en la propia vida cotidiana. Para ello se hacía necesario trabajar en sincronía y armónicamente con los tres centros que forman el ser humano. Basado en un profundo conocimiento de la psique humana, aprendido de diversos maestros orientales, Gurdjieff sistematizaba en un todo coherente una serie de ejercicios para producir el trabajo de sí, o aumento de la consciencia, a partir de la autobservación despiadada y la autoconsciencia sin reservas. Nos cuenta Ouspensky, que componían la escuela, disciplinas tales como: las danzas rituales (como la danza derviche y numerosas danzas antiguas), diversos ejercicios físicos que incluían el agotamiento exhaustivo, el uso del Stop, por el que los alumnos habían de detenerse de modo absoluto a la señal del maestro y observarse entonces, etc. 
El sufrimiento voluntario y la asunción de uno mismo como "máquina", formaban parte del cuarto camino. La consciencia y el alma misma, eran tenidas por cualidades que el candidato había de forjar en sí mismo, a través del trabajo de sí en una escuela.